# Judah P. Benjamin
Judah Philip Benjamin, född 6 augusti 1811 i Christiansted i Danska Västindien, död 6 maj 1884 i Paris i Frankrike, var en brittisk-amerikansk politiker (demokrat) och advokat. Han representerade Louisiana USA:s senat 1853–1861 och tjänstgjorde sedan som minister i Amerikas konfedererade staters regering.

## Biografi
Benjamin föddes i Christiansted under den brittiska ockupationen av Danska Västindien. Fadern Phillip Benjamin var en engelsk jude och modern Rebecca Mendes en portugisisk jude. Familjen utvandrade till USA där Benjamin växte upp. Fadern var med om att grunda USA:s första reformjudiska församling i Charleston i South Carolina.
Benjamin flyttade 1831 till New Orleans och inledde där följande år sin karriär som advokat. Han gifte sig 1833 med Natalie St. Martin och blev slavägare. Både hans plantage och advokatpraktik visade sig lönsamma. Enda barnet Ninette föddes 1842. Hustrun och dottern flyttade 1847 till Paris.
Benjamin inledde sin politiska karriär som whig. Han sålde 1850 sin plantage och sina 150 slavar. Benjamin efterträdde 1853 Solomon W. Downs som senator för Louisiana. Han gick 1857 med i demokraterna. Han avgick 1861 i samband med Louisianas utträde ur USA.
Benjamin var Amerikas konfedererade staters justitieminister 1861, krigsminister 1861–1862 och utrikesminister 1862–1865. Han var den första judiska ministern i en nordamerikansk regering. Hans främsta politiska målsättning var att försöka få Storbritannien att delta i amerikanska inbördeskriget på den konfedererade sidan. Han flydde till England efter kriget. Som barrister och senare Queen's Counsel gjorde han en framgångsrik advokatkarriär och skrev boken Treatise on the Law of Sale of Personal Property.
Benjamin avled i Paris och gravsattes på begravningsplatsen Père-Lachaise.